# 服部則夫
服部 則夫（はっとり のりお、1945年（昭和20年） - ）は、日本の外交官。ベトナム駐箚特命全権大使などを歴任した。

## 経歴・人物
福井県福井市出身。1968年（昭和43年）東京大学法学部を卒業し、外務省入省。1969年（昭和44年）から1970年（昭和45年）までフランス共和国に留学し、フランス語研修を受ける。1975年在フィリピン日本国大使館一等書記官、1977年在ジュネーブ日本政府代表部一等書記官、1980年外務省経済協力局政策課企画官、1983年外務省外務大臣官房国内広報課長、1985年外務省欧亜局西欧第一課長、1986年在中華人民共和国日本国大使館参事官、1989年在フランス日本国大使館公使、1990年外務省経済協力局審議官、1996年在インドネシア日本国大使館公使、1997年在インドネシア日本国大使館特命全権公使、1999年外務省軍備管理・科学審議官（大使）、2001年（平成13年）外務報道官、2002年（平成14年）から2008年（平成20年）まで、ベトナム駐箚特命全権大使を務めた。2008年OECD（経済協力開発機構）日本政府代表部大使・常駐代表を務め、2010年（平成22年）退官。退官後は、ベトナム、インドネシアなどアジア各国との経済・文化交流を行うために2010年に「オフィス・ハットリ」を設立し代表を務めている。また、ハイフォン市特別顧問、NPOアジア失明予防の会副理事長、一般財団法人日本留学支援機構特別顧問、特定非営利活動法人放射線医療国際協力推進機構特別顧問を歴任。ベトナム国家最高位の友誼勲章を受章している。2020年、瑞宝中綬章受章。

## 外務省同期
- 赤澤正人（元嘉悦大学長・神田外語大学長）
- 榎泰邦（元駐インド大使・外務省中東アフリカ局長）
- 大島正太郎（元駐韓大使・外務審議官）
- 岡本行夫（元内閣官房参与・内閣総理大臣補佐官）
- 小川郷太郎（エイ・エフ・エス日本協会理事長・元イラク復興支援大使）
- 鏡武（中東調査会副理事長・元駐シリア大使）
- 小林秀明（元迎賓館長・東宮侍従長）
- 東郷和彦（元外務省欧亜局長・条約局長）
- 槙田邦彦（元駐シンガポール大使・外務省アジア大洋州局長）
- 馬渕睦夫（元防衛大学校教授・駐ウクライナ大使）
- 美根慶樹（元日朝国交正常化交渉日本政府代表・防衛庁参事官）